# Mount Gravatt
Mount Gravatt är en kulle i Australien. Den ligger i kommunen Brisbane och delstaten Queensland, nära delstatshuvudstaden Brisbane. Toppen på Mount Gravatt är 183 meter över havet, eller 134 meter över den omgivande terrängen. Bredden vid basen är 18,8 km.
Runt Mount Gravatt är det ganska tätbefolkat, med 72 invånare per kvadratkilometer.. Närmaste större samhälle är Brisbane, nära Mount Gravatt.
Runt Mount Gravatt är det i huvudsak tätbebyggt. Genomsnittlig årsnederbörd är 1 424 millimeter. Den regnigaste månaden är januari, med i genomsnitt 275 mm nederbörd, och den torraste är oktober, med 21 mm nederbörd.